# Калашников, Валерий Васильевич
Валерий Васильевич Калашников (5 ноября 1950, Рубцовск, Алтайский край — 15 апреля 2025) — российский учёный в области разведения, селекции, генетики сельскохозяйственных животных, заслуженный деятель науки Российской Федерации (2000), академик РАСХН (2003), академик Российской академии наук (2013). Государственный и партийный деятель.

## Биография
Родился 5 ноября 1950 года в Рубцовске Алтайского края.
Окончил Киргизский сельскохозяйственный институт (1972).
- 1972—1978 ВНИИ коневодства: аспирант (1972—1975), младший научный сотрудник (1975—1976), старший научный сотрудник отдела селекции (1976—1978),
- 1978—1980 главный зоотехник по животноводству Опытного конного завода ВНИИ коневодства,
- 1980—1981 старший научный сотрудник отдела селекции ВНИИ коневодства,
- 1981—1986 директор Опытного конного завода ВНИИ коневодства,
- 1986—1988 первый секретарь Рыбновского райкома КПСС,
- 1988—1990 секретарь Рязанского обкома КПСС,
- 1990—1991 председатель Рязанского облисполкома,
- с декабря 1991 г. — директор ФГБНУ «Всероссийский НИИ коневодства».

Академик-секретарь Отделения зоотехнии РАСХН (2002 — октябрь 2014), с ноября 2014 г. заместитель академика-секретаря Отделения сельскохозяйственных наук РАН.
Доктор сельскохозяйственных наук (1994), профессор (1999), академик РАСХН (2003), академик РАН (2013).
Один из авторов рекомендаций по выращиванию племенных жеребят рысистых пород, скрещиванию русского рысака с американским, племенной работе с русской рысистой породой лошадей.
Соавтор нескольких пород и типов в породах лошадей, приобского типа крупного рогатого скота.
Скончался 15 апреля 2025 года.

## Награды, премии, почётные звания
Заслуженный деятель науки Российской Федерации (2000). Лауреат премии Правительства Российской Федерации. Награждён орденами «Знак Почёта» (1986), Дружбы (2006), Почёта (2013), медалью «За преобразование Нечерноземья» (1988), Александра Невского (2020).

## Труды
Опубликовал более 450 научных трудов. Автор изобретений.
Книги:
- Использование лошадей в фермерском хозяйстве / соавт. Ю. А. Соколов. — М., 1996. — 100 с.
- Теория и практика скотоводства: учеб. пособие для вузов / соавт.: Г. М. Туников и др. — Рязань, 1996. — 211 с.
- Технологические аспекты и управленческий учёт в коневодстве / соавт.: Г. М. Туников и др. — Рязань, 1998. — 229 с.
- Практическое коневодство: справ. / соавт.: Ю. А. Соколов и др. — М.: Колос, 2000. — 375 с.
- Линии орловской рысистой породы в XX веке / соавт.: Г. А. Рождественская и др. — Дивово, 2001. — 326 с.
- Концепция-прогноз развития животноводства России до 2010 года / соавт.: Г. А. Романенко и др.; РАСХН. — М., 2002. — 134 с.
- Экстерьер лошади: учеб.-метод. пособие для вузов / соавт.: И. М. Донник и др. — Екатеринбург: Урал. изд-во, 2004. — 245 с.
- Волгоградский тип абердино-ангусского скота / соавт.: В. И. Левахин и др. — М.; Волгоград, 2005. — 151 с.
- Конные заводы России / соавт.: Н. А. Котомин, В. Ф. Пустовой; Всерос. НИИ коневодства. — Дивово, 2007. — 422 с.
- Качество и продуктивное действие силосов, заготовленных с консервантами / соавт.: В. И. Левахин и др. — М., 2010. — 326 с.
- Новые приемы высокоэффективного производства говядины: моногр. / соавт.: В. И. Левахин и др.; Всерос. НИИ мясн. скотоводства и др. — М., 2011. — 409 с.
- Повышение продуктивного потенциала скота казахской белоголовой породы на основе оптимизации генетических и паратипических факторов: моногр. / соавт.: В. И. Левахин и др.; ГНУ Всерос. НИИ мясн. скотоводства и др. — М., 2013. — 339 с.
- Новые селекционные достижения в животноводстве для обеспечения импортозамещения генетических ресурсов и продовольствия: моногр. / соавт.: И. Ф. Горлов и др.; ФГБНУ «Поволж. НИИ пр-ва и перераб. мясомолоч. продукции» и др. — Волгоград, 2015. — 131 с.